# Ернст Баркманн
Ернст Баркманн (нім. Ernst Barkmann; 25 серпня 1919, Кісдорф — 27 червня 2009, Кісдорф) —  німецький танкіст, обершарфюрер СС. Кавалер Лицарського хреста Залізного хреста.

## Біографія
1 квітня 1936 року поступив на службу добровольцем в 9-ту роту 3-го батальйону полку СС «Германія». 31 липня 1937 року переведений кулеметником в гарнізон СС у Радольфцеллі. Учасник Польської і Французької кампаній, а також боїв на радянсько-німецькому фронті. 23 липня 1941 року був важко поранений. В кінці 1942 року призначений командиром танку в 4-й роті 2-го танкового полку СС «Дас Райх» 2-ї танкової дивізії СС «Дас Райх». Учасник боїв під Курськом і Харковом, у Нормандії та Арденнського наступу. 27 липня 1944 року відзначився, знищивши декілька американських танків. Використаний ним маневр став відомий як «Кут Баркманна». В кінці війни потрапив у британський полон. 
Після звільнення став головою добровольчої пожежної служби Кісдорфа і місцевим політиком, спочатку від ВДП, а потім від ХДС. В 1950-х роках вступив у Товариство кавалерів Лицарського хреста Залізного хреста. З 1976 по 1994 рік — бургомістр Кісдорфа. Одержав звання «почесного бургомістра».

## Звання
- Штурмманн СС (1 червня 1940)
- Роттенфюрер СС (1 липня 1941)
- Унтершарфюрер СС (1 вересня 1943)
- Обершарфюрер СС (31 серпня 1944)

## Нагороди
- Почесний кут старих бійців
- Медаль «За вислугу років у СС» 3-го і 4-го ступеня (8 років)
- Залізний хрест
  - 2-го класу (14 липня 1941)
  - 1-го класу (1 або 8 серпня 1944)
- Штурмовий піхотний знак
  - в бронзі (19 липня 1941)
  - в сріблі (18 лютого 1942)
- Нагрудний знак «За поранення»
  - в чорному (1 вересня 1941)
  - в сріблі (15 вересня 1944)
  - в золоті (25 січня 1945)
- Медаль «За зимову кампанію на Сході 1941/42»
- Нагрудний знак «За танкову атаку» в сріблі «50»
- Лицарський хрест Залізного хреста (27 серпня 1944)